# Vandellia longituba
Vandellia longituba är en tvåhjärtbladig växtart som beskrevs av Yamazaki. Vandellia longituba ingår i släktet Vandellia och familjen Linderniaceae. Inga underarter finns listade i Catalogue of Life.